# Protoceratops
Protoceratops ist eine Gattung der Vogelbeckensaurier (Ornithischia) aus der Gruppe der Ceratopsia, innerhalb derer er Namensgeber und bekanntester Vertreter der Protoceratopsidae ist. Es werden zwei Arten unterschieden, P. andrewsi und der 2001 beschriebene P. hellenikorhinus.

## Merkmale

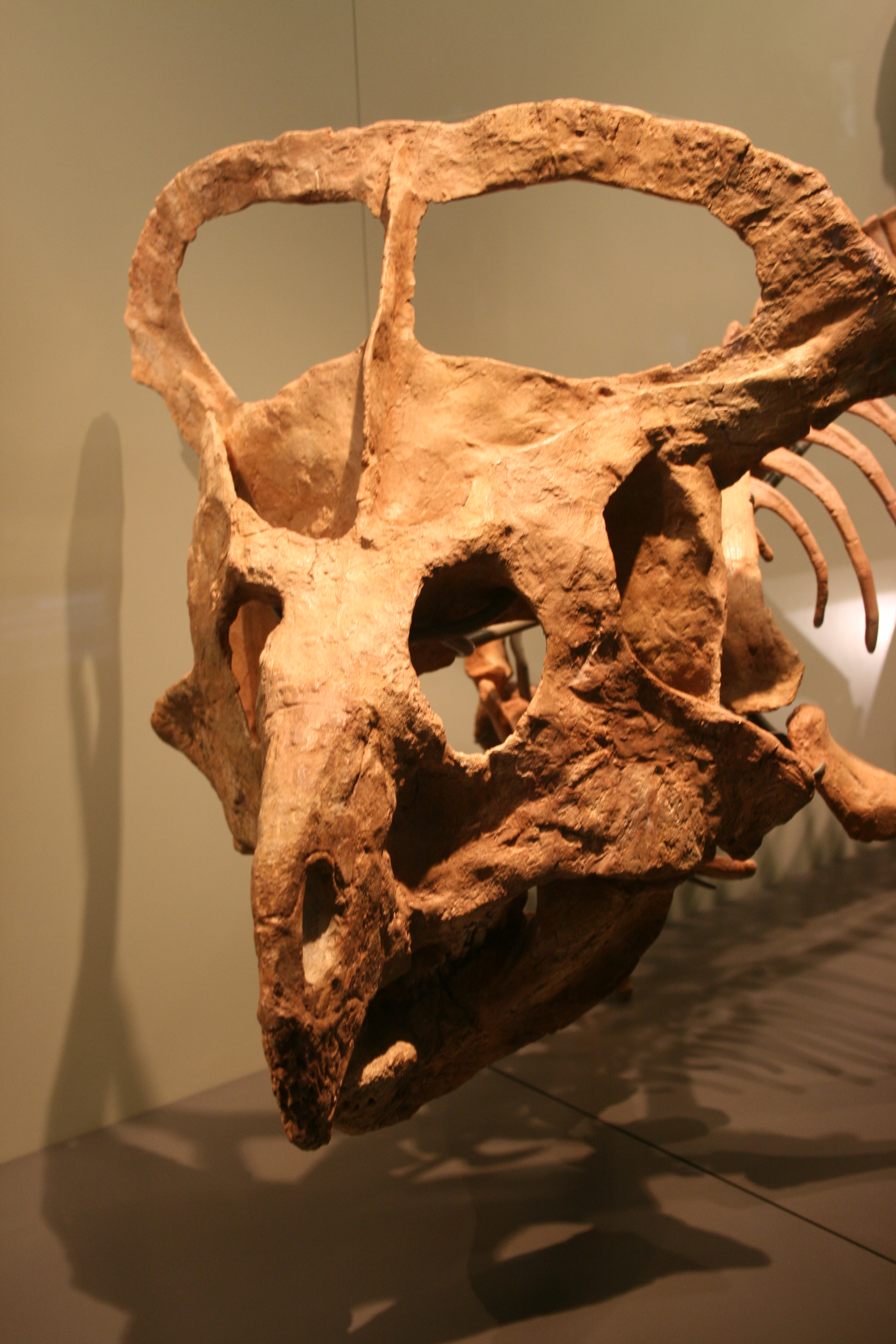
Schädel von P. andrewsi

Protoceratops war ein rund 1,8 bis 2 Meter langer, an der Schulter rund 0,75 Meter hoher Dinosaurier. Er bewegte sich quadruped (vierbeinig) fort.
Der Schädel war verglichen mit dem übrigen Körper groß, er war an der Schnauze schmal und in der Wangenregion breit. Die Schnauze wurde wie bei allen Ceratopsiern durch den Rostralknochen und das Praedentale gebildet. P. andrewsi besaß am Zwischenkieferbein kleine, stiftförmige Zähne, die bei P. hellenikorhinus fehlten. Die am Maxillare und Dentale gelegenen Zähne waren blattförmig. Das Nasenbein trug einen kleinen, knöchernen Kamm. Dieser Kamm war allerdings nur eine konvergente Entwicklung zum Nasenhorn der Ceratopsidae. Auffällig war wie bei allen höher entwickelten Ceratopsiern der aus Scheitel- und Schuppenbein bestehende Nackenschild. Die Form und Größe des Nackenschilds variiert bei verschiedenen Funden erheblich. Genauere Untersuchungen zeigen, dass der Nackenschild mit Erreichen der Geschlechtsreife sehr stark wächst, was darauf hindeutet, dass er wichtig für die Partnerwahl war und sich im Zuge einer sexuellen Selektion herausgebildet hat.
Die Vorderbeine waren kurz, die breiten Vorderfüße endeten in fünf Zehen. Die Hinterfüße waren länger und trugen vier Zehen, die mit stumpfen Hufen versehen waren.

## Paläobiologie
Funde von Protoceratops sind in allen Entwicklungsstufen, vom Schlüpfling bis zum ausgewachsenen Tier, bekannt. Früher diesem Dinosaurier zugerechnete Eierfunde werden heute allerdings als Eier eines Oviraptorosauriers angesehen. In einem Nest wurden 15 Schlüpflinge gefunden, rund 25 Zentimeter lang und zunächst mit einem sehr kleinen Nackenschild. Dieser wuchs mit dem Alter, daneben lässt sich auch ein Geschlechtsdimorphismus erkennen. Einige Tiere, möglicherweise die Männchen, besaßen einen deutlich größeren Nackenschild und einen ausgeprägteren Nasenkamm als die anderen, vermutlich die Weibchen. Mehrere beieinander gefundene Skelette lassen vermuten, dass diese Tiere in Gruppen lebten, die ausgeprägteren Schädelmerkmale der Männchen stellen möglicherweise Anzeichen für eine sexuelle Selektion dar. Die Nasenkämme könnten auch zu Kämpfen um das Paarungsvorrecht eingesetzt worden sein.
Die zugespitzte Schnauze ermöglichte eine selektive Nahrungsaufnahme, Protoceratops war wohl wie alle Ceratopsier Pflanzenfresser.
Ein außergewöhnlicher Fund aus dem Jahr 1971 zeigt einen Protoceratops und einen Velociraptor, ein theropoder Raubdinosaurier, die im Kampf umgekommen sind. Beide Tiere starben dabei, vermutlich wurden sie von Sand begraben, etwa bei einem Sandsturm. Der Fund lässt Rückschlüsse auf die Fressfeinde von Protoceratops zu.

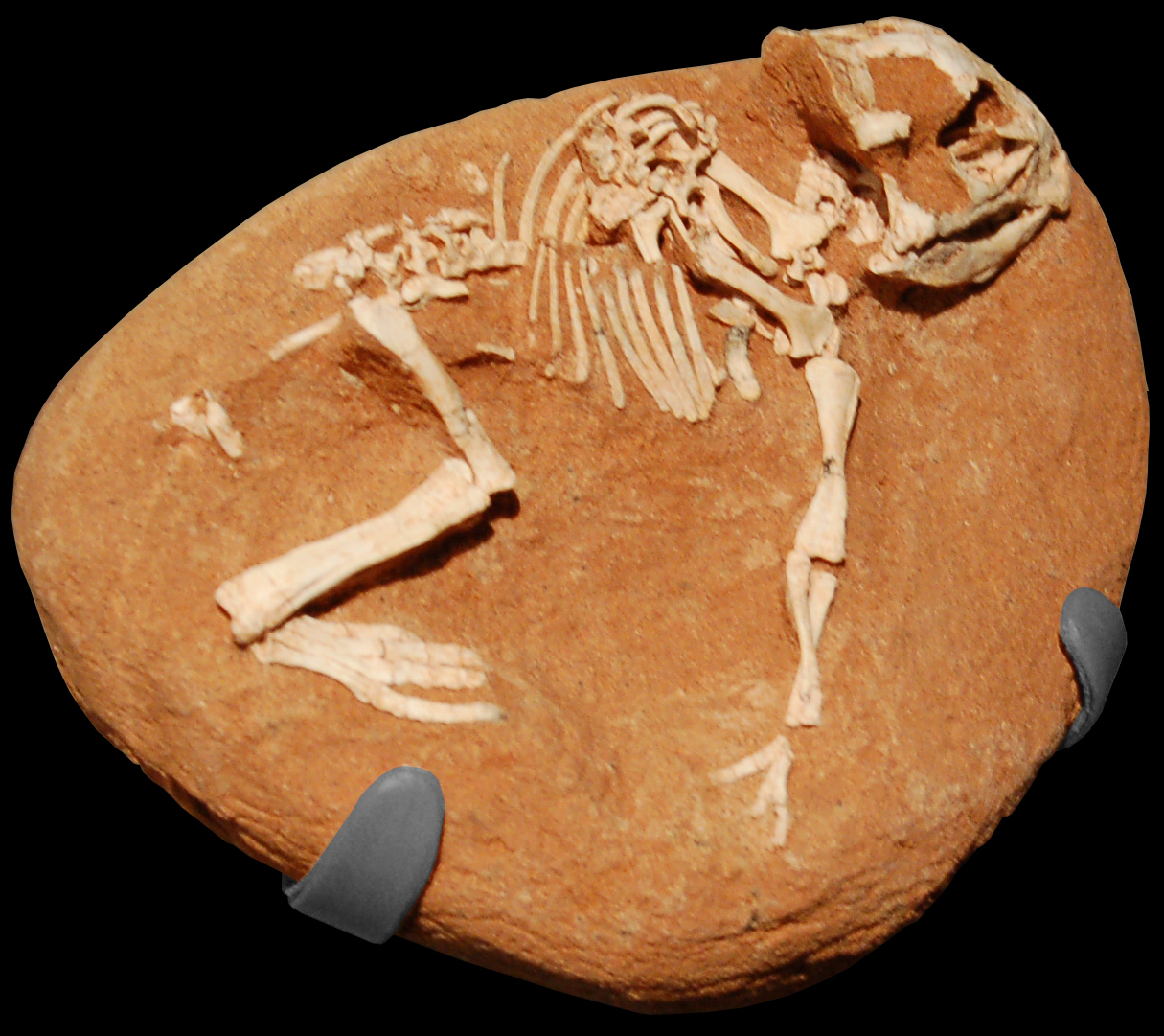
Skelett eines Schlüpflings
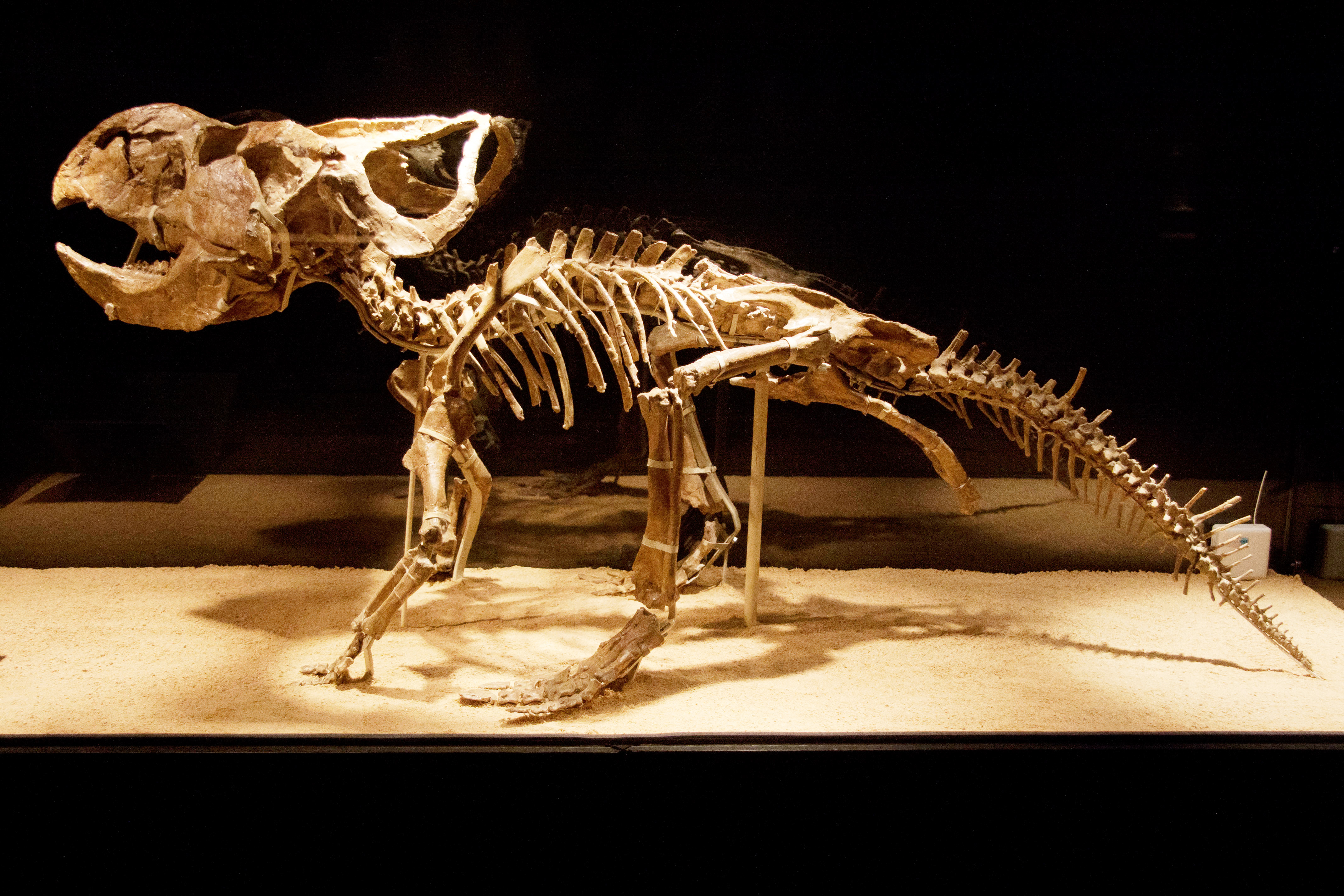
Rekonstruktion eines adulten Exemplars
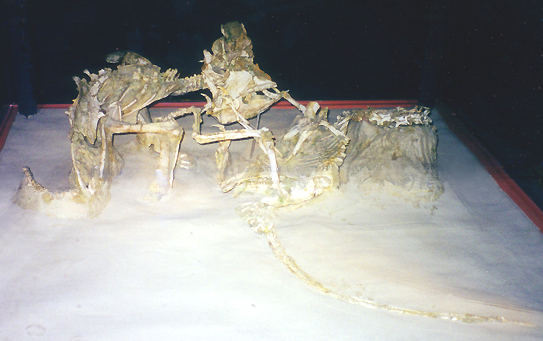
Fossilfund eines Protoceratops und eines Velociraptor im Kampf

## Entdeckung und Benennung
Die ersten Fossilfunde von Protoceratops wurden in den 1920er-Jahren bei der Mongolei-Expedition von Roy Chapman Andrews in der Wüste Gobi (Ömnö-Gobi-Aimag) entdeckt und 1923 erstbeschrieben. Der Name, abgeleitet von den griechischen Wörtern protos („erster“) und keratops (=„Horngesicht“), lässt seine Bedeutung als vermuteter Vorfahr der bereits bekannten Ceratopsier erkennen. Die Typusart ist P. andrewsi. Weitere Funde stammen aus China aus den Provinzen Gansu und Innere Mongolei, hier wurden auch die Überreste der 2001 beschriebenen zweiten Art, P. hellenikorhinus, gefunden. Die Funde werden in die Oberkreide (spätes Santonium bis mittleres Campanium) auf ein Alter von rund 85 bis 76 Millionen Jahre datiert.

## Systematik

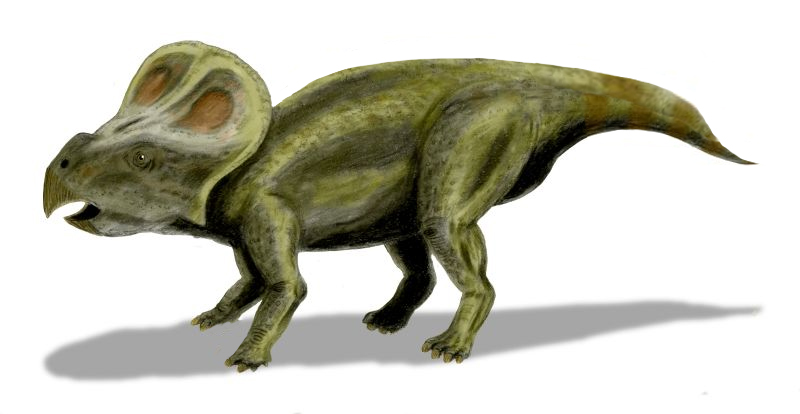
Lebendrekonstruktion von Protoceratops

Protoceratops ist Namensgeber der Familie der Protoceratopsidae innerhalb der Ceratopsia. Diese Familie hat eine bewegte taxonomische Vergangenheit und diente früher als Sammelgruppe für alle Ceratopsia, die nicht zu den Ceratopsidae gerechnet wurden. Heute ist diese Familie auf wenige asiatische Gattungen beschränkt.